# Charles Hibbert Tupper
Charles Hibbert Tupper, född 3 augusti 1855, död 30 mars 1927, var en kanadensisk konservativ politiker. Han var son till Charles Napier Tupper och han tjänstgjorde i faderns regering 1896. Han var minister också under fyra andra konservativa premiärministrar. I Mackenzie Bowells kabinett 1894-1896 var han Kanadas justitieminister.
Han var ledamot av underhuset i Kanadas parlament 1882-1904. Han lämnade politiken 1904 och flyttade till Vancouver, där han arbetade som advokat.